# 4. HNL – Jug – ŠK/ZD 2009./10.
Ovaj članak je podtema članka: 4. HNL 2009./10.

4. HNL – Jug se u sezoni 2009./10.  od tri skupine (SD, ŠK/ZD i DN). U skupini ŠK/DN su se natjecali klubovi iz  Šibensko-kninske i Zadarske županije, a prvak lige je bio klub "Polača" . 
 
U sezoni 2008./09. ova liga se nazivala "4. HNL – Jug – Skupina B", a u sezoni 2010./11. postaje "4. HNL – Jug – Skupina A". 

## Sustav natjecanja
Četrnaest klubova je igralo dvokružnu ligu (26 kola), ali je tijekom sezone došlo do odustajanja jednog kluba. 

## Sudionici
| | |  |
| Zadarska županija - Dragovoljac Poličnik - Galovac - Hajduk Pridraga - Hrvatski Vitez Posedarje - Pag - Polača - Sabunjar Privlaka - Zrmanja Obrovac | Šibensko-kninska županija - DOŠK Drniš - Krka Lozovac - Mladost Tribunj - Rudar Siverić - SOŠK Skradin - Vodice |  |

## Ljestvica
| mj. | klub                     | ut.                    | pob.                   | ner.                   | por.                   | gol+                   | gol-                   | bod                    | bod-                   |
| --- | ------------------------ | ---------------------- | ---------------------- | ---------------------- | ---------------------- | ---------------------- | ---------------------- | ---------------------- | ---------------------- |
| 1.  | Polača                   | 24                     | 16                     | 5                      | 3                      | 59                     | 16                     | 53                     |                        |
| 2.  | Hajduk Pridraga          | 24                     | 17                     | 1                      | 6                      | 54                     | 21                     | 52                     |                        |
| 3.  | Krka Lozovac             | 24                     | 15                     | 6                      | 3                      | 65                     | 21                     | 51                     |                        |
| 4.  | Dragovoljac Poličnik     | 24                     | 12                     | 4                      | 8                      | 35                     | 27                     | 40                     |                        |
| 5.  | Zrmanja Obrovac          | 24                     | 10                     | 6                      | 8                      | 38                     | 38                     | 36                     |                        |
| 6.  | Vodice                   | 24                     | 10                     | 4                      | 10                     | 44                     | 32                     | 34                     |                        |
| 7.  | Sabunjar Privlaka        | 24                     | 9                      | 6                      | 9                      | 37                     | 37                     | 33                     |                        |
| 8.  | DOŠK Drniš               | 24                     | 8                      | 8                      | 8                      | 31                     | 32                     | 32                     |                        |
| 9.  | Pag                      | 24                     | 7                      | 6                      | 11                     | 28                     | 57                     | 26                     | -1                     |
| 10. | Rudar Siverić            | 24                     | 7                      | 4                      | 13                     | 31                     | 56                     | 25                     |                        |
| 11. | Hrvatski Vitez Posedarje | 24                     | 6                      | 5                      | 13                     | 28                     | 40                     | 22                     | -1                     |
| 12. | Galovac                  | 24                     | 3                      | 8                      | 13                     | 24                     | 49                     | 17                     |                        |
| 13. | SOŠK Skradin             | 24                     | 3                      | 3                      | 18                     | 19                     | 67                     | 12                     |                        |
|     | Mladost Tribunj          | odustali nakon 9. kola | odustali nakon 9. kola | odustali nakon 9. kola | odustali nakon 9. kola | odustali nakon 9. kola | odustali nakon 9. kola | odustali nakon 9. kola | odustali nakon 9. kola |

## Rezultatska križaljka
| kratica | klub                     | DOŠK | DRA | GAL | HAJ | HRVV | KRKA | PAG | POL | RUD | SAB | SOŠK | VOD | ZRM | MLA |
| --- | ------------------------ | ---- | --- | --- | --- | ---- | ---- | --- | --- | --- | --- | ---- | --- | --- | --- |
| DOŠK | DOŠK Drniš               |      |     |     |     |      |      |     |     |     |     |      |     |     |     |
| DRA | Dragovoljac Poličnik     |      |     |     |     |      |      |     |     |     |     |      |     |     |     |
| GAL | Galovac                  |      |     |     |     |      |      |     |     |     |     |      |     |     |     |
| HAJ | Hajduk Pridraga          |      |     |     |     |      |      |     |     |     |     |      |     |     |     |
| HRVV | Hrvatski Vitez Posedarje |      |     |     |     |      |      |     |     |     |     |      |     |     |     |
| KRKA | Krka Lozovac             |      |     |     |     |      |      |     |     |     |     |      |     |     |     |
| PAG | Pag                      |      |     |     |     |      |      |     |     |     |     |      |     |     |     |
| POL | Polača                   |      |     |     |     |      |      |     |     |     |     |      |     |     |     |
| RUD | Rudar Siverić            |      |     |     |     |      |      |     |     |     |     |      |     |     |     |
| SAB | Sabunjar Privlaka        |      |     |     |     |      |      |     |     |     |     |      |     |     |     |
| SOŠK | SOŠK Skradin             |      |     |     |     |      |      |     |     |     |     |      |     |     |     |
| VOD | Vodice                   |      |     |     |     |      |      |     |     |     |     |      |     |     |     |
| ZRM | Zrmanja Obrovac          |      |     |     |     |      |      |     |     |     |     |      |     |     |     |
| MLA | Mladost Tribunj          |      |     |     |     |      |      |     |     |     |     |      |     |     |     |
| |                          |      |     |     |     |      |      |     |     |     |     |      |     |     |     |
| podebljan rezultat – utakmice od 1. do 13. kola (1. utakmica između klubova) rezultat normalne debljine – utakmice od 14. do 26. kola (2. utakmica između klubova) rezultat nakošen – nije vidljiv redoslijed odigravanja međusobnih utakmica iz dostupnih izvora rezultat smanjen * – iz dostupnih izvora nije uočljiv domaćin susreta prekrižen rezultat – poništena ili brisana utakmica p – utakmica prekinuta 3:0 p.f. / 0:3 p.f. – rezultat 3:0 bez borbe n.i. – nije igrano |                          |      |     |     |     |      |      |     |     |     |     |      |     |     |     |

 Izvori:

## Kvalifikacije za 3. HNL – Jug
| mj. | klub                   | ut. | pob. | ner. | por. | gol+ | gol- | bod |
| --- | ---------------------- | --- | ---- | ---- | ---- | ---- | ---- | --- |
| 1.  | Zmaj Blato             | 4   | 2    | 1    | 1    | 4    | 6    | 7   |
| 2.  | Mladost Donji Proložac | 4   | 1    | 2    | 1    | 7    | 4    | 5   |
| 3.  | Polača                 | 4   | 0    | 3    | 1    | 3    | 4    | 3   |